# Os Mutantes
Gli Os Mutantes (pronuncia IPA: [uz muˈtã.tʃis]) sono un influente gruppo musicale brasiliano di rock psichedelico che ha partecipato al movimento Tropicàlia degli anni sessanta.

## Storia del gruppo

Os Mutantes nel 1969: al centro, Rita Lee

Nel 1966 i due fratelli Sergio (chitarre) e Arnaldo Baptista (basso, tastiere), dopo aver formato alcune band giovanili assieme alla cantante Rita Lee, diedero vita a Os Mutantes.
Voraci ascoltatori di musica anglofona, in particolare dei Beatles, e attentissimi agli svolgimenti contemporanei del rock, essi seppero dare vita ad una band che presto arrivò ad eguagliare alcuni dei propri modelli, unendo pop brasiliano, psichedelia, musica concreta, rock progressivo, il tutto tenuto insieme da una vena di ironia dissacrante e psichedelica di ispirazione dadaista, mutuata dal gruppo di Liverpool.
La loro carriera si aprì con Tropicália: ou Panis et Circencis, disco collettivo realizzato insieme alle stelle del movimento musicale d'avanguardia Tropicália Tom Zé, Gilberto Gil, Caetano Veloso ed altri artisti brasiliani. Il progetto venne fortemente influenzato dall'uscita, l'anno precedente, di Sgt. Pepper's Lonely Hearts Club Band, disco destinato a rivoluzionare la musica internazionale e citato esplicitamente anche nella foto di copertina.
Os Mutantes apparvero come ospiti fissi in uno show televisivo condotto dal collega Ronnie Von, che di lì a poco sfornerà una serie di album dalle atmosfere psichedeliche di derivazione europea.
Nel 1972, dopo l'abbandono da parte di Rita Lee, che iniziò una carriera solista, la formazione sterzò decisamente verso il progressive. Nel 1978 la band si sciolse.
Apprezzati da personaggi come Kurt Cobain (che nel 1993 ne auspicò la riunione) e David Byrne (che ne ha promosso la musica con la sua etichetta Luaka Bop), nel terzo millennio sono stati oggetto di culto da parte di un numero sempre maggiore di appassionati. I brasiliani Sepultura hanno inciso in omaggio la cover di un loro brano. 
Nel 2006 la band si è riformata, senza però Rita Lee, e ha ripreso a girare il mondo in concerto.
Nel 2007 gli Os Mutantes sono ritornati a sorpresa nelle chart brasiliane con un loro vecchio successo (Balada do Louco, dall'album del 1972 Mutantes e Seus Cometas no País do Baurets), arrivando alla 38ª posizione nella classifica Hot100Brasil a febbraio. Sempre nel 2007 hanno anche collaborato con il dj britannico JD Twitch ad un progetto culturale britannico-brasiliano.

## Discografia

### Album in studio
- 1968:  Os Mutantes - Polydor
- 1969:  Mutantes - Polydor
- 1970:  A Divina Comédia ou Ando Meio Desligado - Polydor
- 1971:  Jardim Elétrico - Polydor
- 1972:  Mutantes e Seus Cometas no País do Baurets - Polydor
- 1974:  Tudo Foi Feito Pelo Sol - Som Livre
- 1992:  O A e o Z (registrato nel 1973) - PolyGram
- 2000:  Tecnicolor (registrato nel 1970) - Universal
- 2009: Haih Or Amortecedor - ANTI-
- 2013: Fool Metal Jack - Krian Music

### Live
- 1976: Mutantes Ao Vivo
- 2006: Mutantes Ao Vivo - Barbican Theatre, Londres 2006

### Compilation
- 1968: Tropicália: ou Panis et Circenses (with Gilberto Gil, Caetano Veloso, Tom Zé, Nara Leão and Gal Costa)
- 1999: Everything is Possible: The Best of Os Mutantes
- 2006: De Volta Ao Planeta Dos Mutantes
- 2007: Jardim Elétrico: A tribute to Os Mutantes

### EP
- 1968: A Voz do Morto/Baby/Marcianita/Saudosismo (con Caetano Veloso)
- 1969: Fuga nº II/Adeus, Maria Fulô/Dois Mil e Um/Bat Macumba
- 1970: Hey Boy/Desculpe Babe/Ando Meio Desligado/Preciso Urgentemente Encontrar Um Amigo
- 1976: Cavaleiros Negros/Tudo Bem/Balada do Amigo

### Singoli
- 1966: Suicida/Apocalipse (as O'Seis)
- 1968: É Proibido Proibir/Ambiente de Festival (with Caetano Veloso)
- 1968: A Minha Menina/Adeus Maria Fulô
- 1969: Dois Mil e Um/Dom Quixote
- 1969: Ando Meio Desligado/Não Vá Se Perder Por Aí
- 1971: Top Top/It's Very Nice Pra Xuxu
- 1972: Mande Um Abraço Pra Velha

### DVD
- 2006: Mutantes Ao Vivo - Barbican Theatre, Londres 2006